# Vilhelm Hammershøi

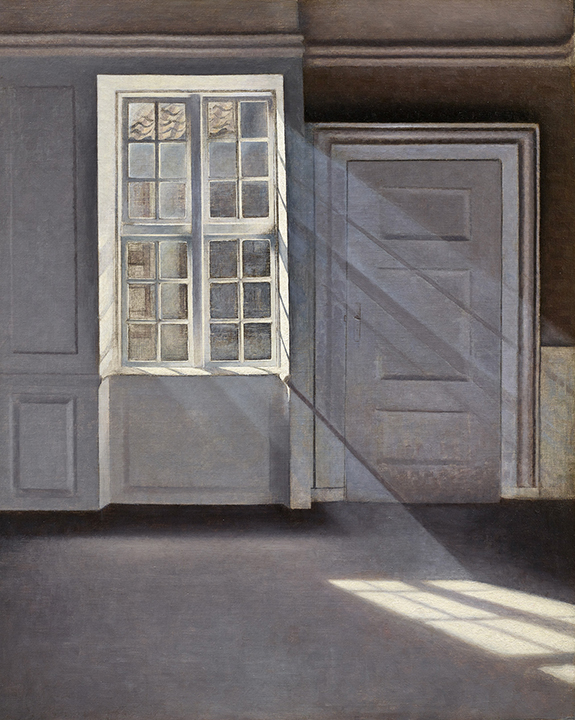
Luz solar.

Vilhelm Hammershøi (Copenhague el 15 de mayo de 1864 – Copenhague el 13 de febrero de 1916) fue un pintor danés. Trabajó sobre todo en su ciudad natal, realizando retratos, paisajes y especialmente una serie de interiores. Fue conocido por su manejo de la luz.

## Biografía
Hammershøi era hijo de un rico comerciante y comenzó a tomar clases de dibujo a los 8 años. Más tarde fue a la Kongelige Akademi for de Skønne Kunster (Academia de Bellas Artes de Copenhague) con Frederik Vermehren, entre 1879 y 1884. También estudió con Frederik Rohde, Vilhelm Kyhn y Peder Severin Krøyer y consiguió un gran éxito internacional muy pronto. 
En 1891, se casó con la hermana de un colega y compañero de trabajo, Ida Ilsted, con quien vivió en Copenhague hasta su muerte en 1916. Ida es un tema frecuente en sus cuadros y en los de su hermano, Peter Ilsted.

## Obra
Tras su muerte, sus cuadros fueron cayendo en el olvido, en gran parte debido a tendencias vanguardistas que consideraban su obra démodée.
Con el resurgimiento del simbolismo en los últimos años, sus cuadros han vuelto a estar en el punto de mira y sus obras han vuelto a ganar popularidad en museos daneses, el Musée d'Orsay de París o el Solomon R. Guggenheim Museum de Nueva York.

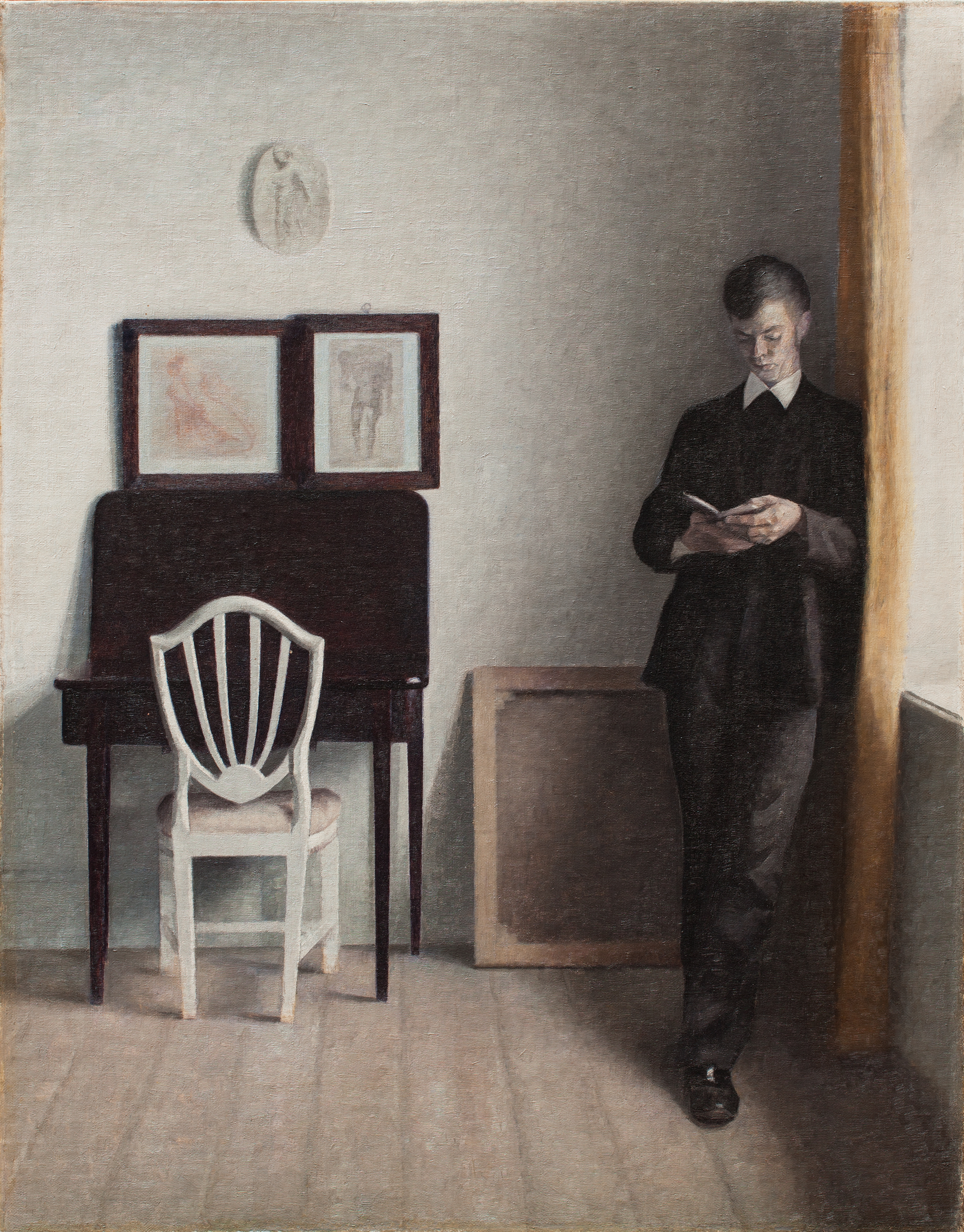
"Interior con joven leyendo". 1898.

## Reconocimiento
En 1997 se emitió una estampilla con su imagen. 
Michael Palin, dueño de parte de la obra de Hammershøi, presentó en 2005 el documental de la BBC para la televisión, Michael Palin and the Mystery of Hammershoi.